# Nelli Abramova
Nelli Mikhaylovna Abramova (em russo:  Нелли Михайловна Абрамова; Cheliabinsk, 18 de agosto de 1940) é uma ex-jogadora de voleibol da Rússia que competiu pela União Soviética nos Jogos Olímpicos de 1964.
Em 1964, ela fez parte da equipe soviética que conquistou a medalha de prata no torneio olímpico, no qual atuou em duas partidas.